# 양병국
양병국은 대한민국의 전직 공무원으로, 질병관리본부장을 지냈다.